# Division 1 i ishockey för damer 2008/2009
Division 1 i ishockey för damer 2008/2009 bestod av fyra serier med totalt 24 lag (olika antal lag i varje serie) som spelades mellan den 20 september 2008 och 22 mars 2009. Lagen från samma serie möttes fyra gånger, två hemma och två borta, vilket gjorde att lagen spelade mellan 16 och 28 matcher där en seger gav två poäng, oavgjort en poäng och förlust noll poäng. Egentligen skulle de fyra seriesegrarna, Munksund-Skuthamns SK i Div 1 Norra, Västerås HK i Div 1 Västra, Segeltorps IF 2 i Div 1 Östra och Hanhals IF i Div 1 Södra, kvalificerade sig för åttondelsfinaler i slutspelet 2009, men eftersom Segeltorps IF 2 inte var förstalaget för Segeltorp, så gick tvåan i Div 1 Östra, Västerhaninge IF till slutspel istället. Samma fyra lag spelade sen också i en kvalserie om två platser i nästkommande års Riksserie.

## Div 1 Norra
| Nr | Lag                   | S  | V  | O | F  | GM | IM | MS  | P  |
| -- | --------------------- | -- | -- | - | -- | -- | -- | --- | -- |
| 1  | Munksund-Skuthamns SK | 16 | 14 | 1 | 1  | 88 | 19 | +69 | 43 |
| 2  | Sundsvall Wildcats    | 16 | 11 | 1 | 4  | 53 | 33 | +20 | 34 |
| 3  | Modo Junior           | 16 | 7  | 1 | 8  | 57 | 47 | +10 | 22 |
| 4  | IF Björklöven         | 16 | 3  | 2 | 11 | 25 | 70 | −45 | 11 |
| 5  | Luleå HF              | 16 | 2  | 1 | 13 | 18 | 72 | −54 | 7  |

## Div 1 Västra
| Nr | Lag                    | S  | V  | O | F  | GM | IM | MS  | P  |
| -- | ---------------------- | -- | -- | - | -- | -- | -- | --- | -- |
| 1  | VIK Västerås HK Ungdom | 16 | 16 | 0 | 0  | 93 | 19 | +74 | 48 |
| 2  | Hällefors IK           | 16 | 6  | 2 | 8  | 24 | 42 | −18 | 20 |
| 3  | Leksands IF 2 (B)      | 16 | 4  | 4 | 8  | 32 | 44 | −12 | 16 |
| 4  | Lindlövens IF          | 16 | 4  | 4 | 8  | 36 | 63 | −27 | 16 |
| 5  | Malungs IF             | 16 | 4  | 2 | 10 | 39 | 56 | −17 | 14 |

## Div 1 Östra
| Nr | Lag                      | S  | V  | O | F  | GM  | IM  | MS   | P  |
| -- | ------------------------ | -- | -- | - | -- | --- | --- | ---- | -- |
| 1  | Segeltorps IF 2 (B)      | 28 | 22 | 3 | 3  | 139 | 33  | +106 | 69 |
| 2  | Västerhaninge IF         | 28 | 22 | 2 | 4  | 209 | 40  | +169 | 68 |
| 3  | Ormsta HC                | 28 | 22 | 2 | 4  | 195 | 28  | +167 | 68 |
| 4  | Hässelby/Kälvesta Hockey | 28 | 15 | 1 | 12 | 82  | 70  | +12  | 46 |
| 5  | Almtuna IS               | 28 | 11 | 3 | 14 | 67  | 133 | −66  | 36 |
| 6  | Tullinge TP              | 28 | 6  | 1 | 21 | 48  | 132 | −84  | 19 |
| 7  | Kallhälls IF             | 28 | 5  | 1 | 22 | 40  | 174 | −134 | 16 |
| 8  | Göta/Traneberg IK        | 28 | 2  | 1 | 25 | 33  | 203 | −170 | 7  |

## Div 1 Södra
| Nr | Lag                    | S  | V  | O | F  | GM  | IM | MS   | P  |
| -- | ---------------------- | -- | -- | - | -- | --- | -- | ---- | -- |
| 1  | Hanhals IF             | 20 | 19 | 1 | 0  | 133 | 26 | +107 | 58 |
| 2  | Växjö Lakers HC Ladies | 20 | 12 | 1 | 7  | 54  | 53 | +1   | 37 |
| 3  | IF Malmö Redhawks      | 20 | 8  | 2 | 10 | 82  | 80 | +2   | 26 |
| 4  | HV71 Queen             | 20 | 7  | 3 | 10 | 49  | 69 | −20  | 24 |
| 5  | Linköping HC 2 (B)     | 20 | 5  | 3 | 12 | 63  | 99 | −36  | 18 |
| 6  | Grästorps IK           | 20 | 3  | 2 | 15 | 42  | 96 | −54  | 11 |